# Первомайский сельсовет (Мелеузовский район)
Первомайский сельсовет — муниципальное образование в Мелеузовском районе Башкортостана.
Административный центр — деревня Первомайская.

## История
Согласно Закону о границах, статусе и административных центрах муниципальных образований в Республике Башкортостан имеет статус сельского поселения.

## Население
| 2002  | 2009  | 2010  | 2012  | 2013  | 2014  | 2015  |
| ----- | ----- | ----- | ----- | ----- | ----- | ----- |
| 2478  | ↗3005 | ↘2584 | ↘2502 | ↘2403 | ↘2338 | ↗2555 |
| 2016  | 2017  | 2018  |       |       |       |       |
| ↗2576 | ↗2585 | ↘2564 |       |       |       |       |

## Состав сельского поселения
| № | Населённый пункт | Тип населённого пункта          | Население |
| - | ---------------- | ------------------------------- | --------- |
| 1 | Первомайская     | деревня, административный центр | ↘764      |
| 2 | Кизрай           | деревня                         | ↘342      |
| 3 | Бельский         | деревня                         | ↘331      |
| 4 | Самаро-Ивановка  | деревня                         | ↘320      |
| 5 | Самойловка       | деревня                         | ↘273      |
| 6 | Узя              | деревня                         | ↘242      |
| 7 | Тюляково         | деревня                         | ↘241      |
| 8 | Старомусино      | деревня                         | ↘66       |
| 9 | Дмитриевка       | деревня                         | ↘5        |

В 1979 году из состава сельсовета были исключены выселенные посёлки Миньковка и Посёлок Тукмакской фермы.